# Lilja 4-ever
Lilja 4-ever (bra: Para Sempre Lilya; prt: Lilya para Sempre) é um filme dano-sueco de 2002, do gênero drama, dirigido por Lukas Moodysson.
Aborda a vida de Lilja (Oksana Akinshina), uma garota da União Soviética, cuja mãe a abandona para ir aos Estados Unidos. O longa retrata o tráfico humano e a escravidão sexual.

## Sinopse
Lilya é uma adolescente de 16 anos que vive na Rússia, pós-dissolução da União Soviética, juntamente com a sua mãe. 
Vivendo em extrema pobreza e sem perspectivas de crescimento, Lilya fica feliz quando o namorado de sua mãe, Sergei, as convida para viver nos Estados Unidos. 
Contudo, às vésperas da mudança, Lilya é informada de que não irá para os Estados Unidos junto com a sua mãe e Sergei. A mãe alega que Lilya já conseguiria viver sozinha e que no futuro voltaria para buscá-la. Apesar do clamor de Lilya, friamente, a mãe a abandona à própria sorte na Rússia para viver com Sergei nos Estados Unidos. 
Lilya inicialmente ficaria aos cuidados de sua tia Anna. Contudo, perversa e fria, Anna não oferece nenhum suporte financeiro ou emocional à Lilya e obriga a garota a abandonar o apartamento em que vivia e se mudar para um outro apartamento insalubre.
Lilya sofre diversas humilhações e traições. Até mesmo sua professora a humilha, de modo que, Lilya abandona os estudos. Em outra oportunidade, Lilya e sua amiga Natasha vão à uma boate na intenção se prostituírem. Lilya não tem coragem de se submeter a esta situação, já Natasha, por diversão, se prostitui naquela noite. Lilya fica interessada em saber detalhes sobre o ocorrido, mas Natasha prefere não comentar. No outro dia, o pai de Natasha encontra o dinheiro do oriundo da prostituição em seus pertences e Natasha mente dizendo que foi Lilya quem se prostituiu. Desse modo, Lilya perde a pouca reputação que tinha na escola e na vizinhança.
Lilya tem um único amigo: Um garoto de 11 anos chamado Volodya. Volodya também sofre com uma família desestabilizada, frequentemente é expulso de casa quando seu pai fica “louco” e se abriga em um prédio abandonado e frio do qual chamam de “pentágono” (antiga base militar da União Soviética). Lilya e Volodya se apoiam e germinam uma amizade forte e verdadeira. Por muitas vezes, Volodya dorme na casa de Lilya, ambos falam sobre seus sonhos e os dois se drogam com cola de sapateiro. 
A situação financeira de Lilya é desesperadora, sem receber o dinheiro prometido pela sua mãe, sua energia elétrica é cortada e a garota fica definitivamente sem comida. Desesperada, Lilya recorre à Anna e descobre que a tia ocupou seu antigo apartamento. Sem compaixão, Anna nega ajuda à Lilya e sugere que ela se prostitua se precisar de dinheiro.
Lilya resiste à ideia de se prostituir, contudo, recebe uma carta do Juizado de Menores pedindo para que ela comparecesse à repartição. A assiste social informa que a mãe da garota enviou uma carta onde escreveu que Lilya sempre foi uma criança indesejada e por isso, entregaria sua guarda ao Juizado de Menores. Desiludida e conformada de que sua mãe jamais voltaria ou mandaria recursos para sua sobrevivência, Lilya decide se prostituir em uma boate. 
Em um de seus programas, Lilya é agredida e recebe ajuda de Andrei, um homem jovem que diz ser uma pessoa boa e desinteressada em fazer qualquer mal à garota. Lilya e Andrei começam a se envolver e namorar, para alívio de Lilya e ciúmes de Volodya, que diz à garota que Andrei não tem boas intenções com ela. 
Andrei convida Lilya para se mudar com ele para Suécia, onde ela trabalharia e teria um bom lugar para morar. Lilya inicialmente fica relutante, mas após ser estuprada por um grupo de rapazes da vizinhança na frente de Volodya, aceita a proposta de Andrei. 
Andrei falsifica um passaporte para Lilya, sob a alegação de que, por ela ser menor, haveriam problemas burocráticos no aeroporto. Além disso, informa que irá viajar para a Suécia 2 dias após a viagem de Lilya, pois teria que visitar a avó doente. Quem receberia Lilya no aeroporto na Suécia e a levaria para o apartamento seria o chefe de Andrei. 
Lilya embarca para a Suécia e Volodya, inconformado, comete suicídio. Na Suécia, Lilya é recebida friamente por um homem que não se identifica e a tranca em um apartamento. 
Sem saber, Lilya foi vítima de tráfico internacional de mulheres e agora se tornaria uma escrava sexual cumprindo as imposições do homem (que a revela que Andrei não viria, ou seja, sabia de tudo desde o princípio). 
Lilya é obrigada a se prostituir compulsivamente, além de ser agredida e presa. Um dia, sonhando com Volodya, o garoto conta à Lilya que seu algoz esqueceu de trancar a porta e que ela poderia fugir. 
Lilya foge, contudo, extremante triste e desiludida, decide pular de uma ponte e tirar a própria vida.  Ainda viva, Lilya é levada de ambulância para o hospital, sonhando em nunca ter aceitado a proposta de Andrei. 
No fim do filme, Lilya e Volodya, ambos com asas de anjo, jogam basquete em um terraço, conforme a interpretação de Volodya sobre a vida após a morte, dando a entender que Lilya não sobreviveu aos ferimentos e morreu.

## Elenco
- Oksana Akinshina como Lilja
- Artyom Bogucharsky como Volodya
- Lyubov Agapova como a mãe de Lilja
- Liliya Shinkaryova como Anna
- Elina Benenson como Natasha
- Pavel Ponomaryov como Andrei
- Tomasz Neuman como Witek
- Tõnu Kark como Sergei

## Produção

### Roteiro e pré-produção

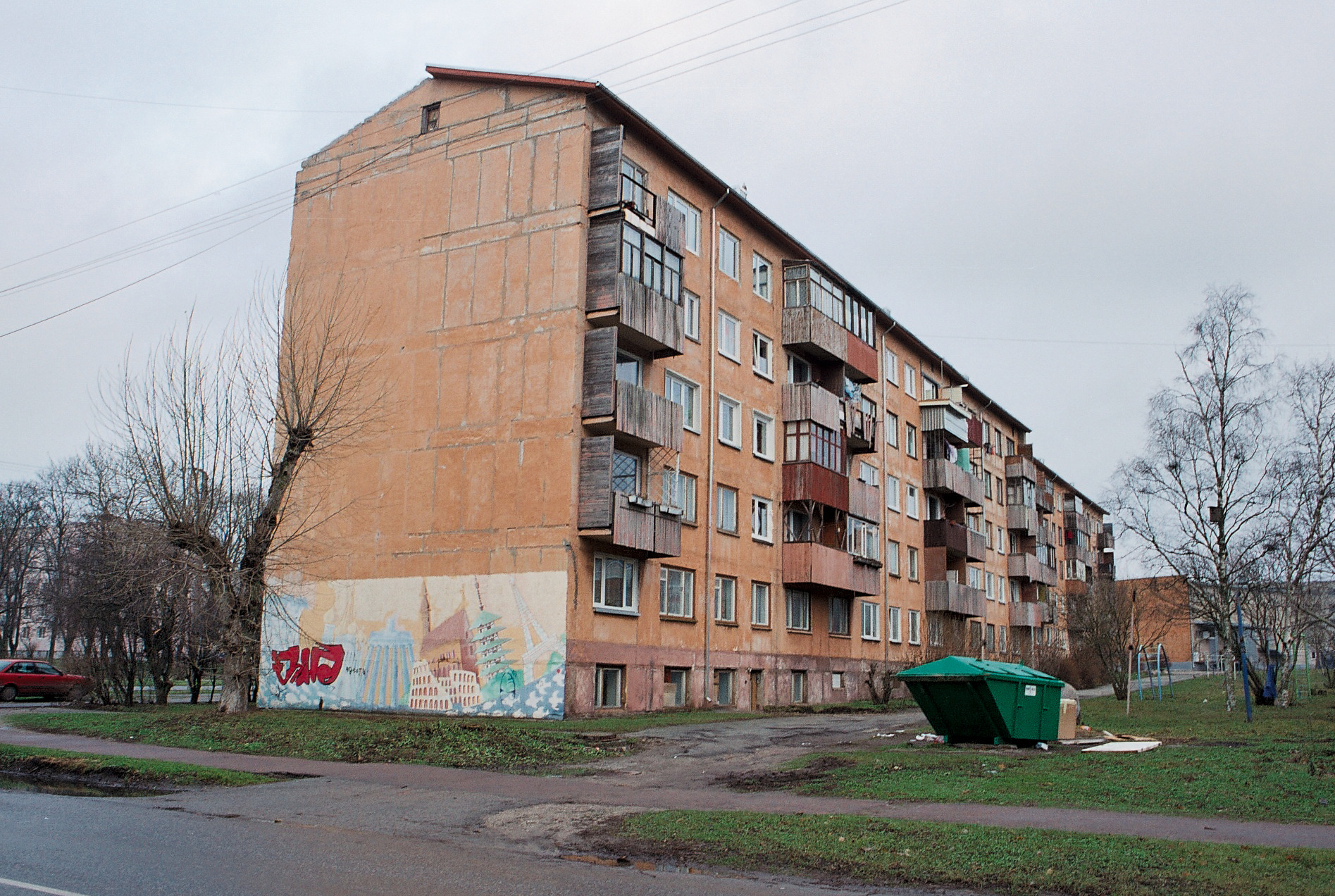
Paldiski na Estônia onde o filme foi gravado

O roteiro do filme foi baseado na vida de Danguole Rasalaite, uma garota de 16 anos da Lituânia que foi manchete na Suécia em 2000. Uma amizade ajudou Rasalaite à viajar a Suécia com a promessa de um emprego na cidade de Malmö. Quando ela chegou, um homem conhecido como "o russo", que se tornaria seu cafetão, tomou seu passaporte e disse que ela teria de pagar-lhe 20 mil coroas suecas pelas despesas da viagem, e ela estava forçada a se prostituir no próximo mês. Ela escapou do apartamento onde estava no subúrbio da cidade de Arlöv e mudou-se para Malmö, e três meses depois foi estuprada pelo seu namorado e dois homens. Em 7 de fevereiro de 2000 ela saltou de uma ponte e morreu três dias depois no hospital. Três cartas que ela estava carregando revelaram essa história. O roteiro originalmente deveria ser profundamente religioso, com Jesus sendo um personagem de destaque no filme, caminhando ao lado de Lilja ao longo da história. Porém houve várias mudanças no roteiro que foi todo escrito por Moodysson que escreveu o enredo do filme em sueco e depois teve que traduzir para o russo.